# بی-سایدز (آلبوم آوریل لوین)
بی-سایدز (به انگلیسی: B-Sides)، همچنین شناخته‌شده باعنوان رها کردن: بی-سایدز یک آلبوم تبلیغاتی از خواننده-ترانه‌نویس اهل کانادا آوریل لوین است. این آلبوم در دسامبر ۲۰۰۱ توسط نیت‌ورک منتشر شد.